# Лотаринзький дім
Лотаринзький дім (фр. Maison de Lorraine), також відомий як Ельзаський дім (фр. Maison d'Alsace) або дім Шатенуа (нім. Haus Châtenois) — один з найбільших можновладних домів в історії Європи. Сімейна традиція без ніяких підстав[джерело?] вважає їх Каролінгами.

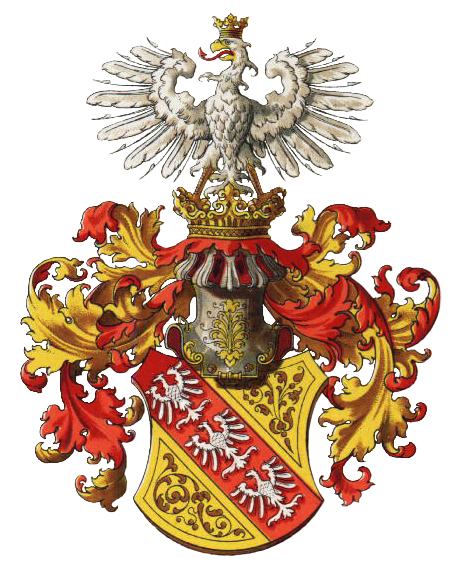

Першим відомим предком династії вважається Жерар I (бл. 708—779), граф Парижа, який став родоначальником дому Матфрідінгів (Жерардідів). Його нащадки на межі IX і X століть з'являються в хроніках як графи в Меці. Вони також управляли різними володіннями в Ельзасі та Лотарингії.
У 1047 році імператор Генріх III передав під управління графу Адальберту герцогство Верхня Лотарингія, яке після смерті Адальберта в 1048 році перейшло до його брата Герхарда. Його нащадки правили Лотарингією (а з 1484 року і герцогством Барським) до 1736 року.
У XVI столітті з Лотаринзького дому виділилася молодша гілка Ґізів, представники якої відігравали визначну роль у французькій політиці Релігійних воєн і мало не зайняли королівський престол. У XVII столітті молодша лінія цього роду розчинилася в рядах французької шляхти і проіснувала до наполеонівських воєн, її глава носив титул герцога Ельбефського.
Старша гілка Лотаринзького дому (звана Водемон) продовжувала тримати в своїх руках Лотарингію. Посилення імперіалістичних настроїв в Версалі, особливо в правління Людовика XIV, змушувало герцогів шукати допомоги у головного ворога Бурбонів — імператора Священної Римської імперії з династії Габсбургів.
До XVIII століття політико-династичний союз між Габсбургами та Лотаринзьким домом став настільки тісний, що імператор Карл VI, не маючи синів, видав Прагматичну санкцію і вибрав в чоловіки своїй спадкоємиці Марії-Терезії лотаринзького герцога Франца. У 1745 році він був обраний імператором під ім'ям Франца I, і його з Марією-Терезією нащадки правили Австрійською імперією до самого її падіння в 1918 році.
Замість Франца останнім герцогом Лотарингії став екс-король Польщі, тесть Людовика XV Станіслав Лещинський. Після його смерті в 1766 році Франція анексувала Лотарингію.
Таким чином, в XVIII столітті Лотаринзький дім розчиняється в династії Габсбургів, а його представники беруть найменування Габсбурґ-Лотаринзьких. До Рісорджіменто бічні гілки правлячої в Австрії династії займали престоли в італійських герцогствах Тоскана (1737—1860), Парма (1738-48, 1814-47) і Модена (1814-59), а також в Мексиці (імператор Максиміліан, 1864-67) . Тоскану вони отримали в обмін на Лотарингію за підсумками війни за австрійську спадщину.